# Функциональная совместимость
Функциональная совместимость (также интероперабельность от англ. interoperability — способность к взаимодействию) — это способность продукта или системы, интерфейсы которых полностью открыты, взаимодействовать и функционировать с другими продуктами или системами без каких-либо ограничений доступа и реализации.

## Способность к взаимодействию программного обеспечения
Интероперабельность программного обеспечения (функциональность программного обеспечения) — способность программного продукта выполнять набор функций, определённых в его внешнем описании и удовлетворяющих заданным или подразумеваемым потребностям пользователей.

### Средства поддержки
Средством поддержки способности к взаимодействию программных компонентов являются:
- средства межпроцессных взаимодействий;
- механизм вызова удалённых процедур;
- архитектура распределённых брокеров в технологии CORBA.